# Frederik Willems

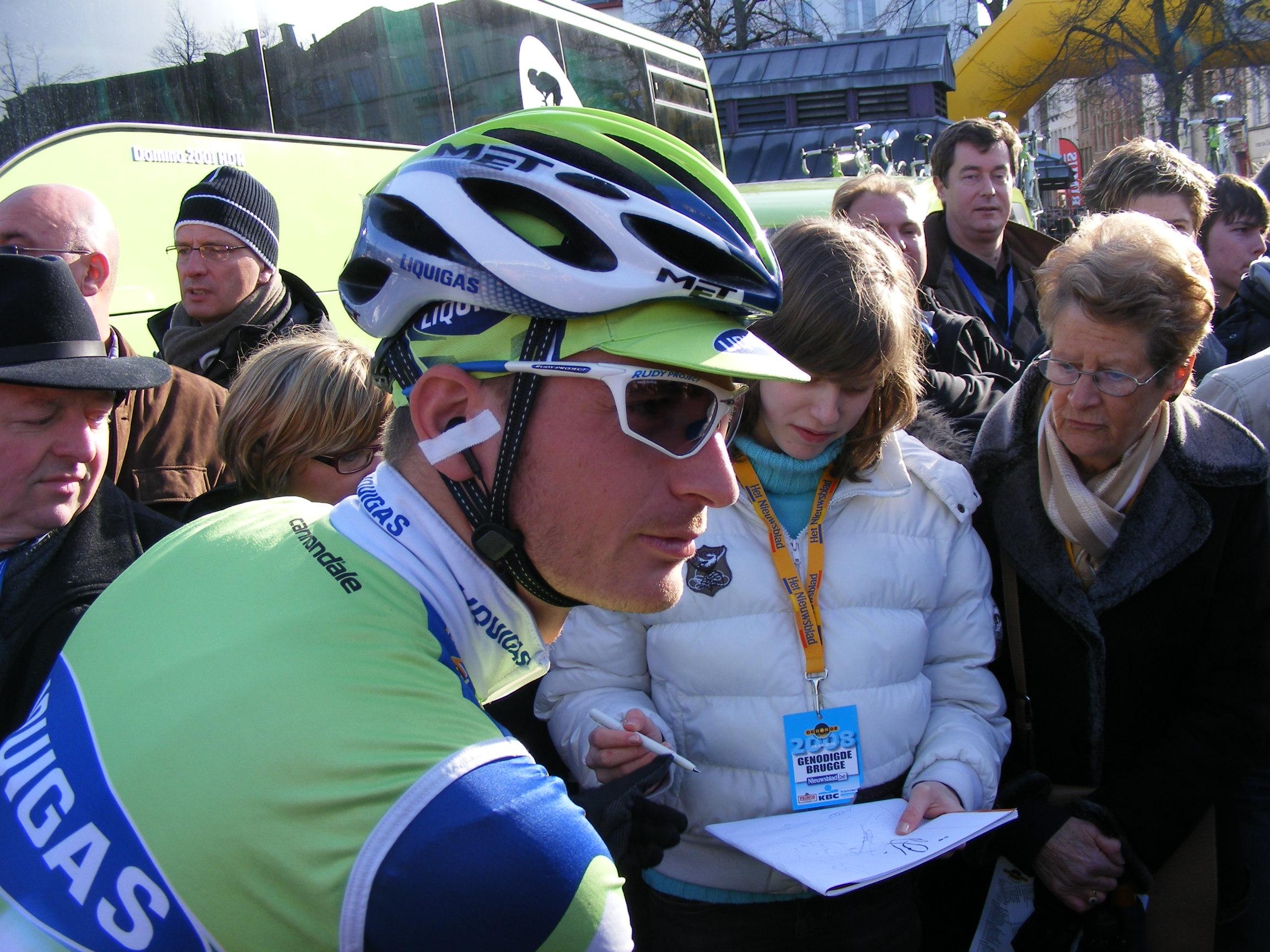
Frederik Willems bij de start van de Ronde van Vlaanderen

Frederik Willems (Eeklo, 8 september 1979) is een Belgisch voormalig wielrenner en ploegleider, wonende te Sint-Jan-in-Eremo.

## Belangrijkste overwinningen
2001
- Seraing-Aken-Seraing

2002
- 7e etappe Ronde van Cuba

2003
- GP Alphonse Schepers

2006
- 1e etappe Ster van Bessèges
- Eindklassement Ster van Bessèges
- 3e etappe Ster Elektrotoer
- 4e etappe Ronde van Groot-Brittannië

2009
- Eindklassement Driedaagse van De Panne-Koksijde

## Resultaten in voornaamste wedstrijden
| Jaar | Ronde van Italië | Ronde van Frankrijk | Ronde van Spanje |
| ---- | ---------------- | ------------------- | ---------------- |
| 2004 |                  |                     |                  |
| 2005 |                  |                     |                  |
| 2006 |                  |                     |                  |
| 2007 |                  | 73e                 |                  |
| 2008 |                  | 113e                |                  |
| 2009 |                  | 86e                 |                  |
| 2010 |                  |                     | 86e              |
| 2011 |                  | opgave              |                  |
| 2012 |                  |                     | 142e             |
| 2013 | 117e             | 163e                |                  |
| 2014 |                  |                     |                  |

| Jaar | Milaan-San Remo | Gent-Wevelgem | Ronde van Vlaanderen | Parijs-Roubaix | Amstel Gold Race | Luik-Bast.‑Luik | Ronde van Lombardije | Brabantse Pijl | Waalse Pijl |  | WK op de weg |  | Wereldranglijsten |
| ---- | --------------- | ------------- | -------------------- | -------------- | ---------------- | --------------- | -------------------- | -------------- | ----------- |  | ------------ |  | ----------------- |
| 2004 |                 |               |                      |                |                  |                 |                      | 35e            |             |  |              |  |                   |
| 2005 |                 |               |                      |                | 102e             | opgave          |                      | 64e            |             |  |              |  |                   |
| 2006 |                 | 28e           | 58e                  | opgave         |                  | opgave          |                      | 33e            | 111e        |  |              |  |                   |
| 2007 |                 |               | 95e                  | opgave         |                  |                 |                      |                |             |  | opgave       |  | 154e (UPT)        |
| 2008 |                 | 64e           | 46e                  | 53e            | 83e              |                 |                      | 5e             |             |  |              |  |                   |
| 2009 |                 |               | 18e                  |                | 94e              |                 |                      | 6e             |             |  |              |  |                   |
| 2010 |                 | 38e           | 47e                  | opgave         | opgave           |                 |                      |                | opgave      |  | opgave       |  |                   |
| 2011 |                 |               |                      |                |                  |                 | opgave               |                |             |  |              |  |                   |
| 2012 | 91e             |               | opgave               | opgave         |                  |                 | opgave               |                |             |  |              |  |                   |
| 2013 | opgave          | 61e           | 56e                  |                |                  |                 |                      |                |             |  |              |  |                   |
| 2014 |                 | opgave        |                      |                |                  |                 |                      |                |             |  |              |  |                   |